# Taylan Bulut
Taylan Bulut (Eschweiler, 19 de enero de 2006) es un futbolista alemán que juega como defensa en el Beşiktaş J. K. de la Superliga de Turquía.

## Estadísticas

### Clubes
Actualizado al último partido disputado el 9 de agosto de 2025.
| Club                           | Div.          | Temporada     | Liga  | Liga  | Copas nacionales | Copas nacionales | Copas internacionales | Copas internacionales | Total | Total |
| Club                           | Div.          | Temporada     | Part. | Goles | Part.            | Goles            | Part.                 | Goles                 | Part. | Goles |
| ------------------------------ | ------------- | ------------- | ----- | ----- | ---------------- | ---------------- | --------------------- | --------------------- | ----- | ----- |
| F. C. Schalke 04 II · Alemania | 4.ª           | 2023-24       | 1     | 0     | ―                | ―                | —                     | —                     | 1     | 0     |
| F. C. Schalke 04 · Alemania    | 2.ª           | 2023-24       | 1     | 0     | 0                | 0                | —                     | —                     | 1     | 0     |
| F. C. Schalke 04 II · Alemania | 4.ª           | 2024-25       | 3     | 0     | ―                | ―                | —                     | —                     | 3     | 0     |
| F. C. Schalke 04 II · Alemania | Total club    | Total club    | 4     | 0     | 0                | 0                | 0                     | 0                     | 4     | 0     |
| F. C. Schalke 04 · Alemania    | 2.ª           | 2024-25       | 24    | 1     | 2                | 0                | —                     | —                     | 26    | 1     |
| F. C. Schalke 04 · Alemania    | 2.ª           | 2025-26       | 2     | 0     | ―                | ―                | —                     | —                     | 2     | 0     |
| F. C. Schalke 04 · Alemania    | Total club    | Total club    | 27    | 1     | 2                | 0                | 0                     | 0                     | 29    | 1     |
| Beşiktaş J. K. Turquía         | 1.ª           | 2025-26       | 0     | 0     | 0                | 0                | 0                     | 0                     | 0     | 0     |
| Beşiktaş J. K. Turquía         | Total club    | Total club    | 0     | 0     | 0                | 0                | 0                     | 0                     | 0     | 0     |
| Total carrera                  | Total carrera | Total carrera | 31    | 1     | 2                | 0                | 0                     | 0                     | 33    | 1     |